# Kramer (tractormerk)

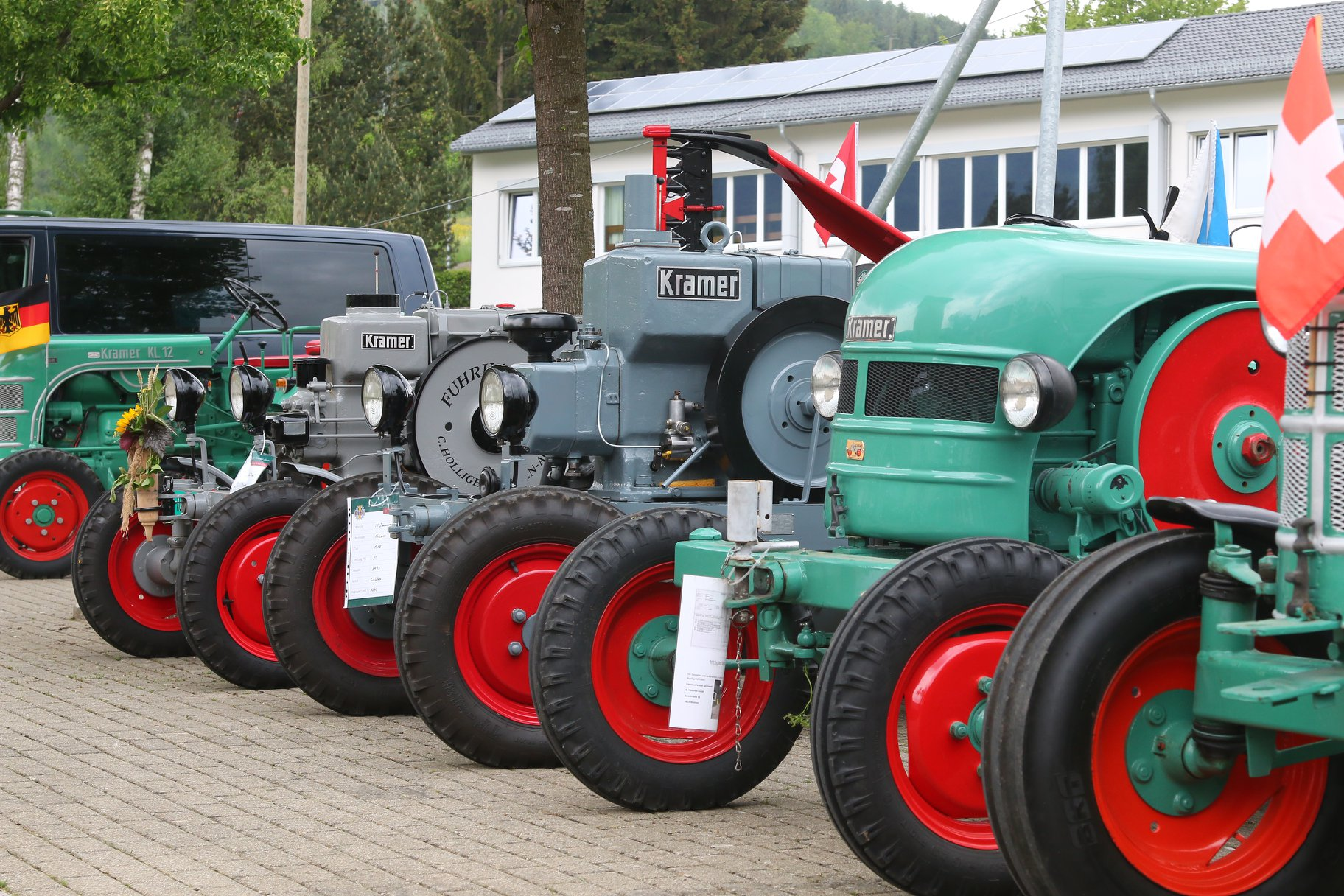
Kramer Treffen 2018

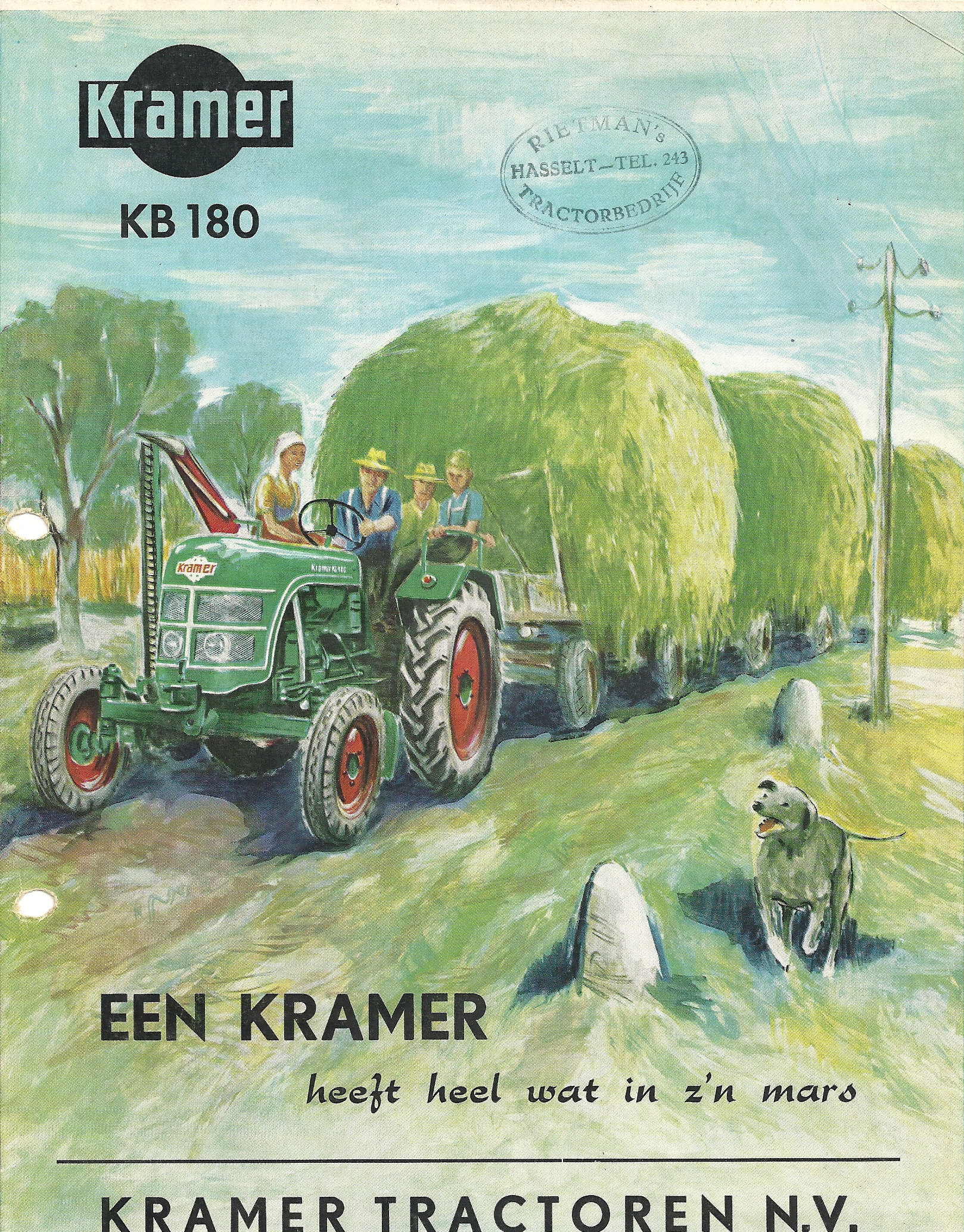
Nederlandse Kramer KB180 folder uit 1956/1958

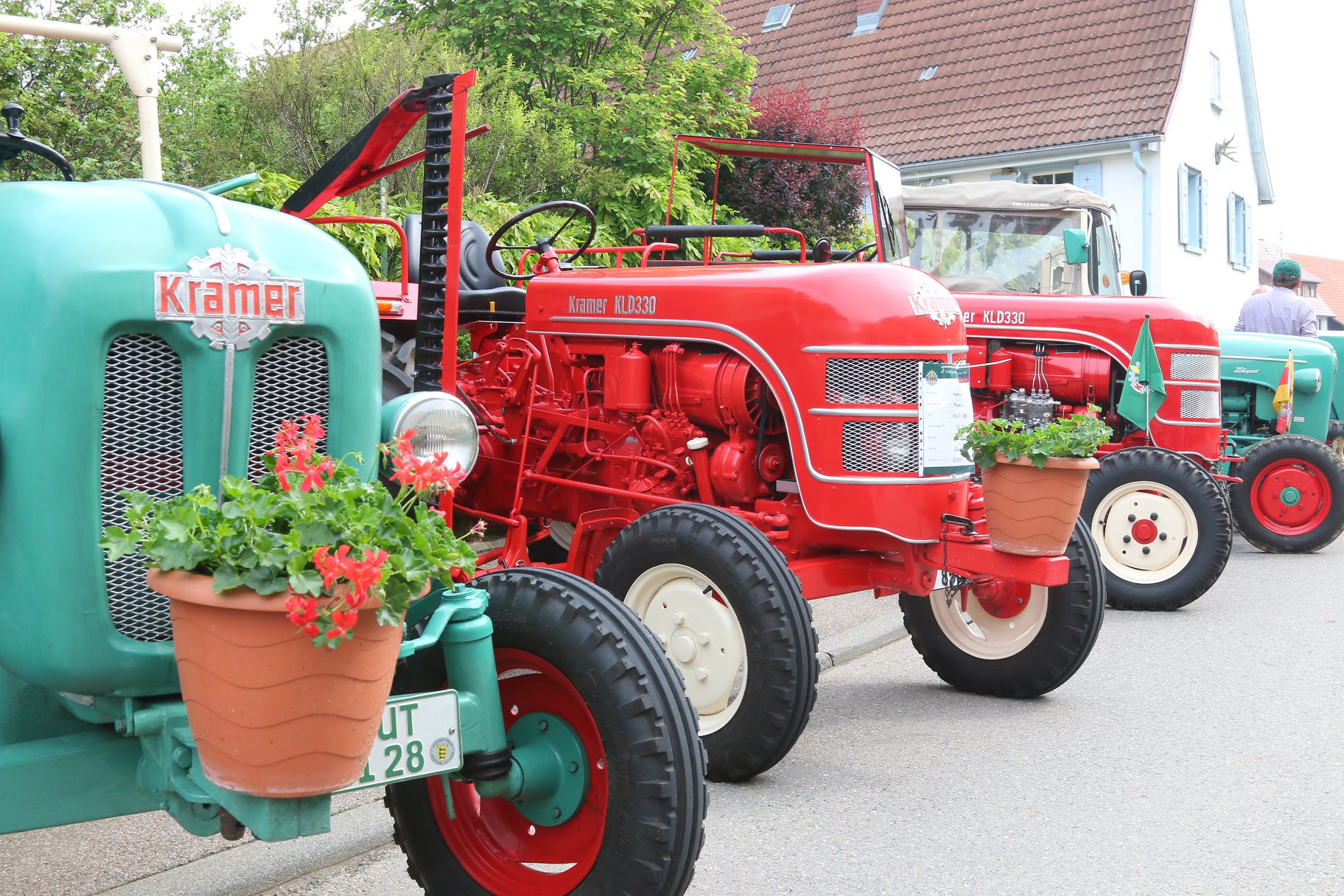

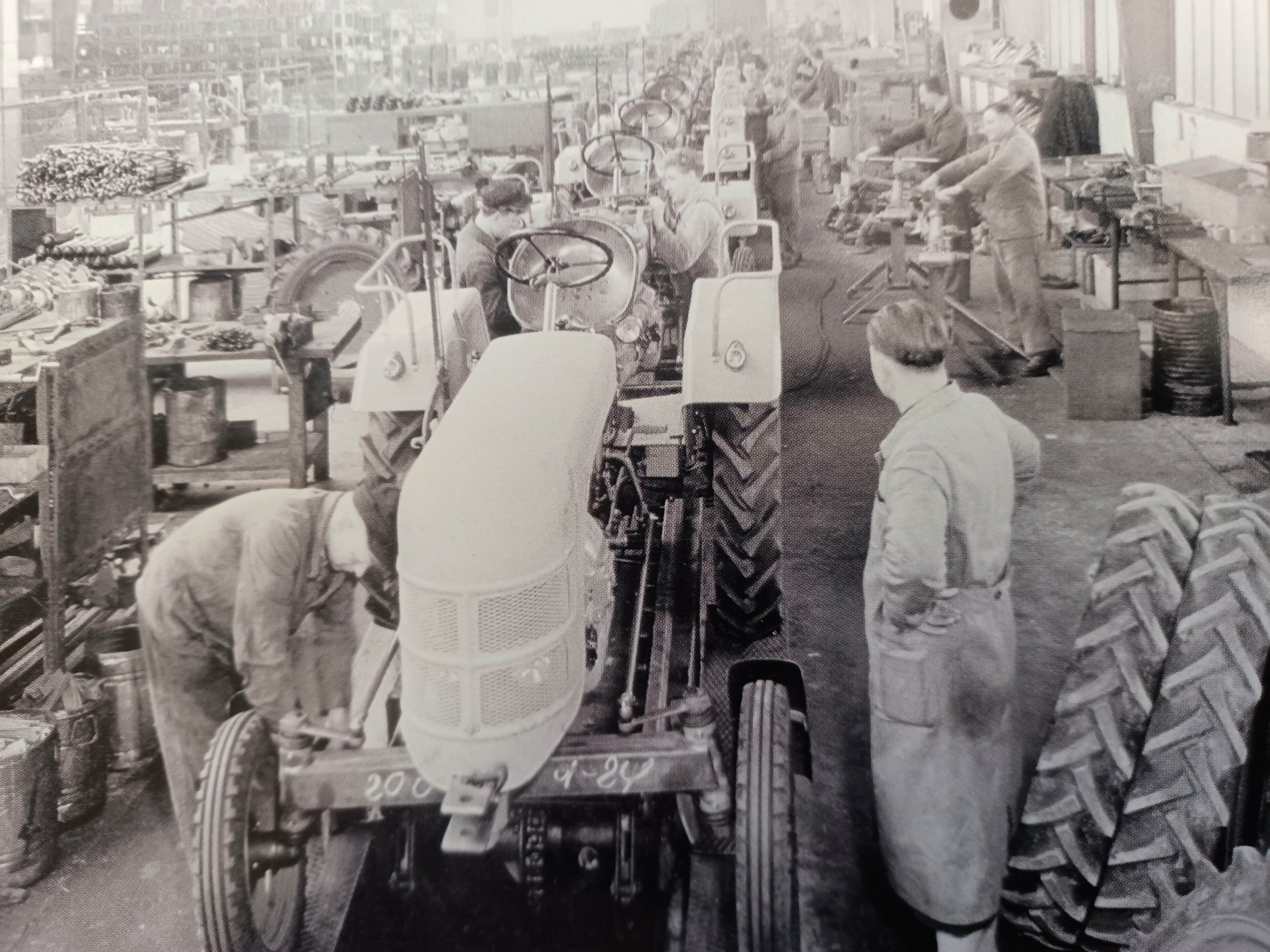
Kramer fabriek in Gutmadingen Duitsland (+/- 1962)

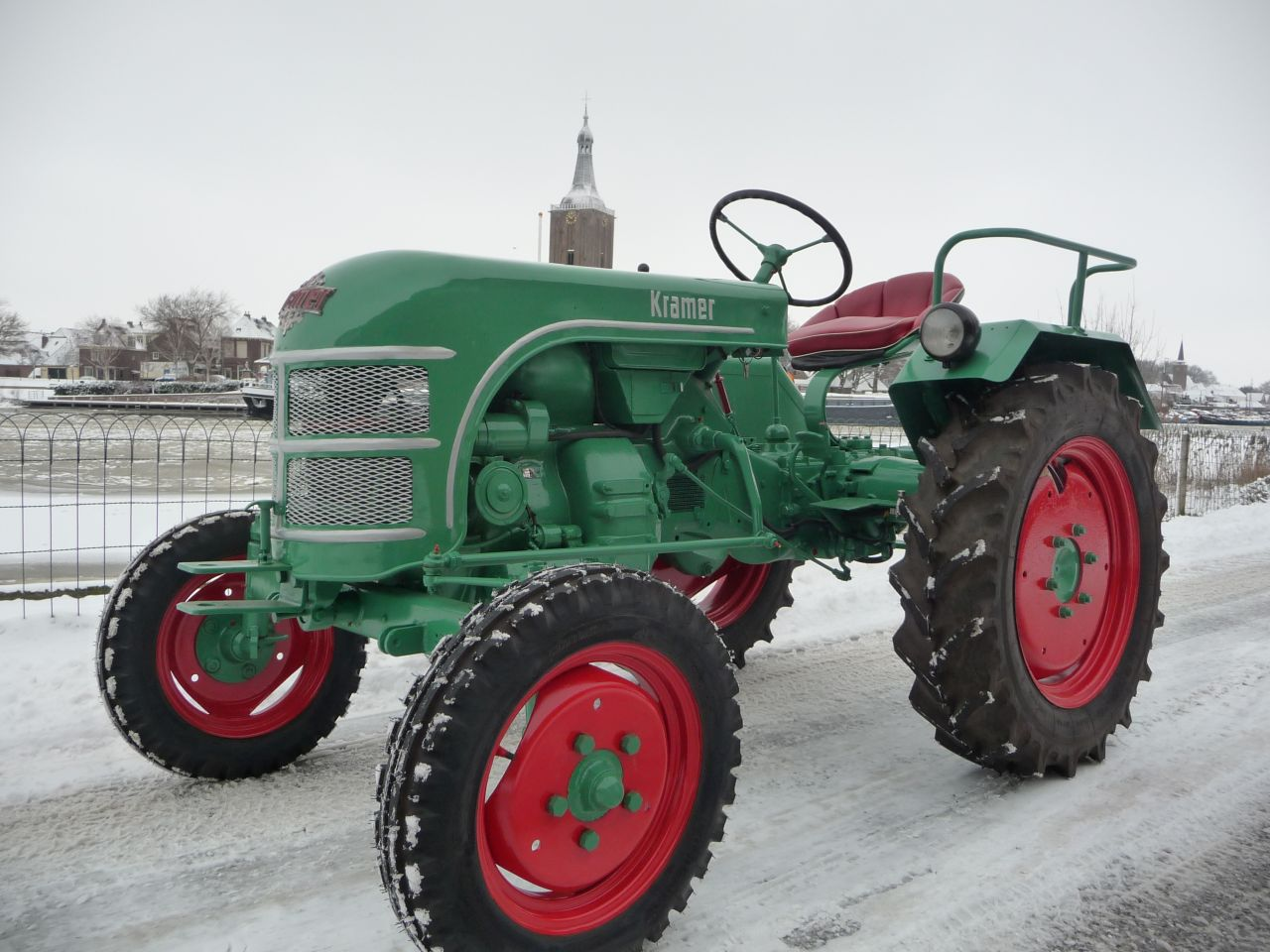
Deze Kramer KL 11 heeft een 1 cilinder Deutz diesel motor als nieuw geleverd in 1956, Nu in bezit van Fa. Rietman Hasselt NL

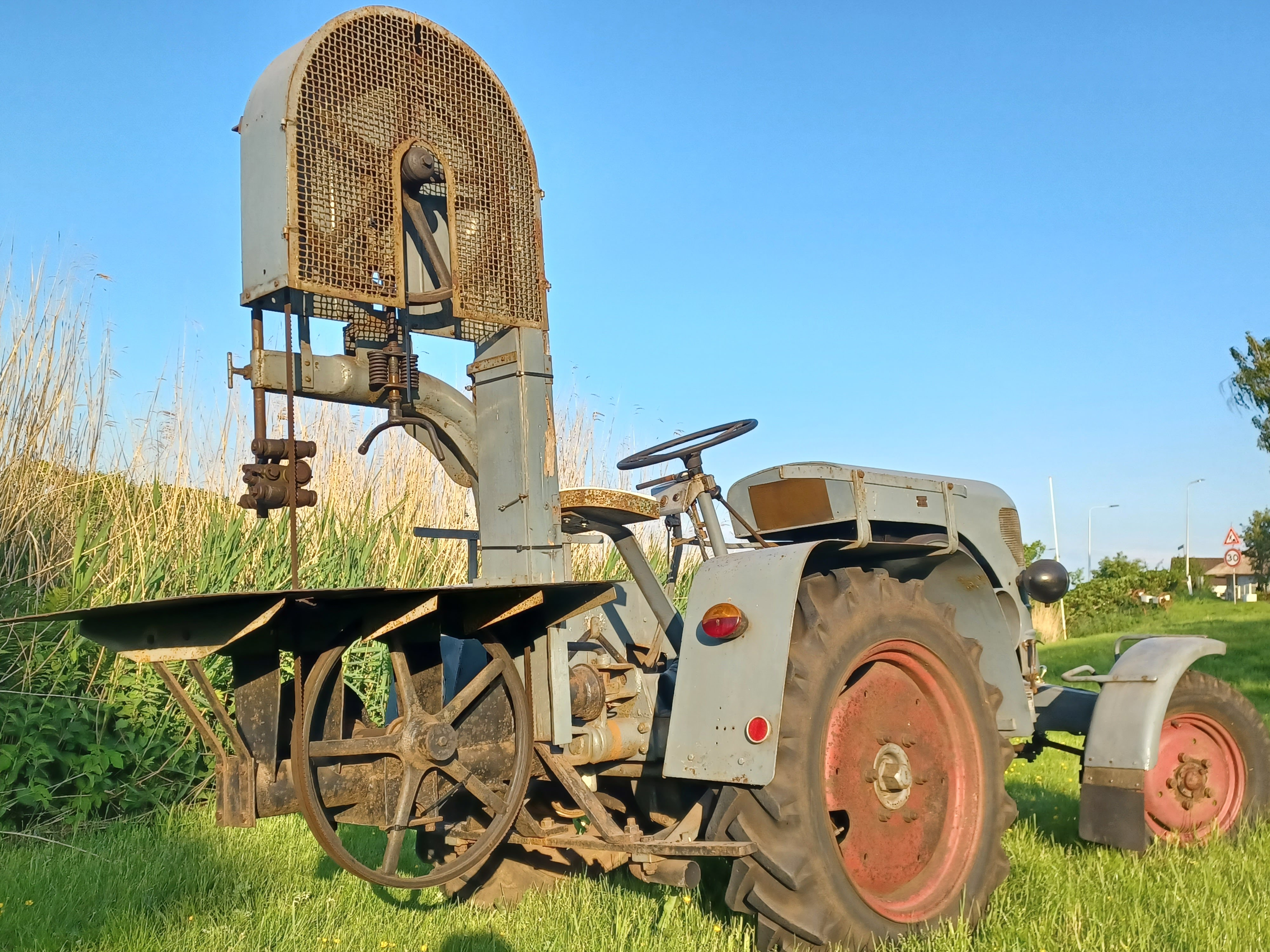
Deze Kramer K12TH is van bouwjaar 1950, voorzien van Deutz watergekoelde Deutz motor met thyfoon koeling. Tevens is deze Kramer voorzien van een lintzaagbank

Kramer was een Duits merk van tractoren. Men produceerde vroeger ook onder de naam Kramer-Allrad. 

## Geschiedenis
De gebroeders Emil, Hans en Karl Kramer startten in 1925 met de bouw van maaiers in Gutmadingen, een dorpje dat ligt aan de oevers van de Donau. Kramer produceerde van 1932 tot 1980 tractoren. In 1925 richtten de gebroeders Kramer hun machinefabriek op in Gutmadingen. In hetzelfde jaar presenteerden ze hun eerste kleine tractor met een 4 PK benzinemotor. De tractor werd doorontwikkeld en uiteindelijk met succes gepresenteerd op een beurs in 1928. De productie begon toen met krachtigere 8 PK-motoren. De "A30" -maaier met vier wielen werd geïntroduceerd in de vroege jaren 1930. Kort daarna werd de GL-serie gevolgd door andere tractormodellen die waren uitgerust met veel zuinigere motoren, voordat in 1934 de grootschalige productie aan de lopende band begon. Twee jaar later kwam de "Allesschaffer" K18, een ander model op de markt. In 1940 waren er 10.000 tractoren afgeleverd. Aan het begin van de Tweede Wereldoorlog moest de productie van dieselmotoren worden teruggeschroefd om uiteindelijk in 1942 te stoppen. Voor dit doel werd het K25-model met een houtgasgenerator geproduceerd vanaf 1942 totdat de productie van de K12- en K18-modellen na het einde van de oorlog werd hervat. In 1952 werd een deel van de productie verplaatst naar Überlingen aan het Bodenmeer. In 1957 bestond het productassortiment van Kramer uit 9 verschillende soorten tractoren, die zowel in Gutmadingen als in Überlingen werden geproduceerd. In 1959 verhuisde het hoofdkantoor naar Überlingen.  Aan het einde van de jaren zestig had de productie van bouwmachines een groter economisch belang gekregen. Nadat de in 1970 geïntroduceerde 14-serie slechts lage verkoopcijfers behaalde, werd besloten om de productie van standaardtrekkers stop te zetten en zich voortaan te concentreren op de sector van bouwmachines. Sinds 2005 is Kramer door samenwerking met Claas weer aanwezig in de agrarische sector.

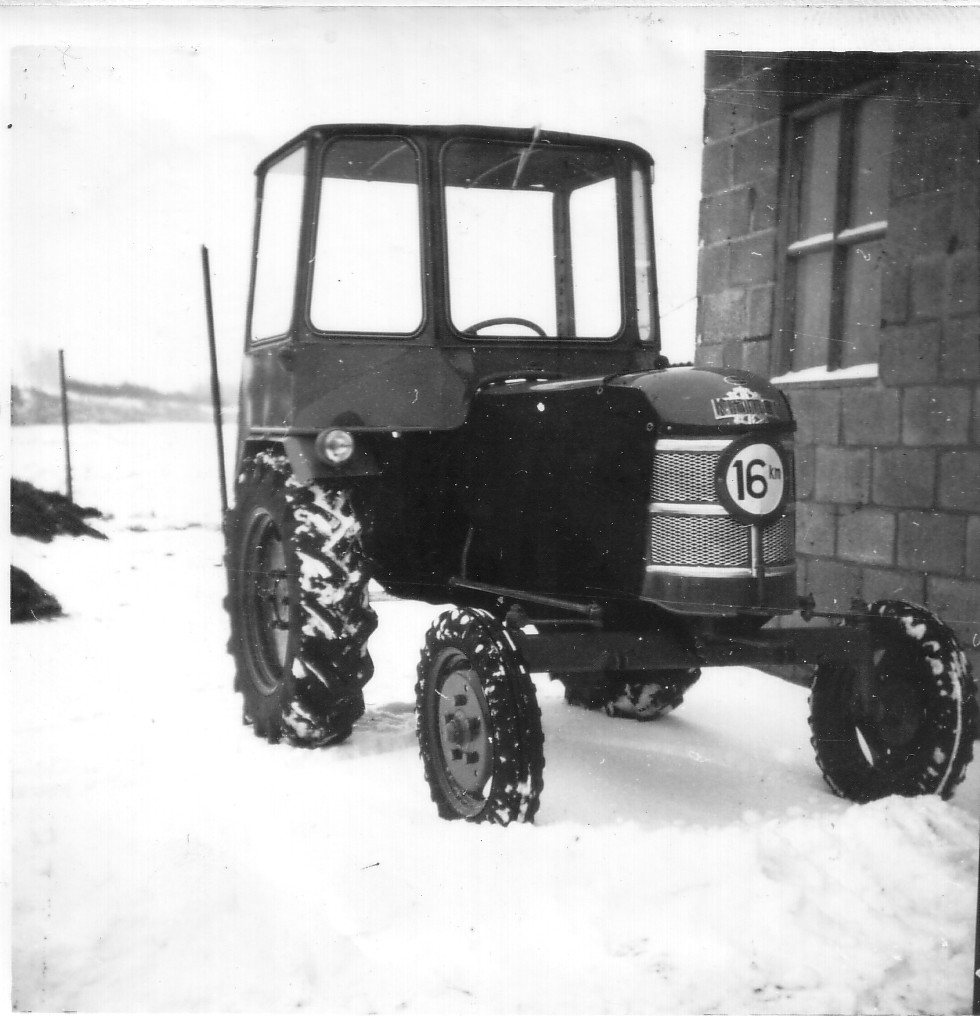
Kramer K15 met 15pk MWM motor (nieuw afgeleverd in 1956)

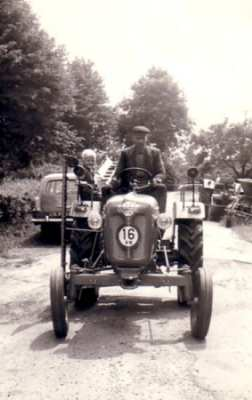
Kramer aflevering bij Kramer dealer in Hasselt (NL)

Kramer maakte gebruik van Deutz, MWM, Güldner en Standard (GBR) dieselmotoren.
In 1970 werd er beslist om geen landbouwmachines meer te ontwikkelen en schakelde men over naar bouwmachines. In 2011 fuseerde het bedrijf met Neuson Baumaschinen tot Neuson-Kramer. Een aantal jaren geleden is de fabriek gestopt met het leveren van reserveonderdelen voor de oude tractoren.
In de loop der jaren zijn er verschillende boeken verschenen waarin de Kramer tractoren centraal staan, voornamelijk in het Duits.

## Diverse
- Importeurs in Nederland waren o.a. Beers NV Rijswijk, Kramer Tractoren Scherpenzeel GLD, Lamaco Harderwijk, Kramer Tractoren Rotterdam, Gebr. v d Berg Sint-Antonius, Sieberg NV te  Ede en Rietman Hasselt importeerde jaren lang nog de onderdelen voor Kramer tractoren.
- Om de 2 jaar vindt het Kramer Treffen plaats in Gutmadingen, waar honderden Kramer's trekkers worden getoond samen met andere merken.

## Galerij

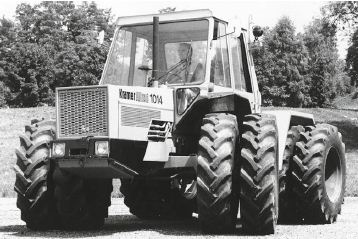

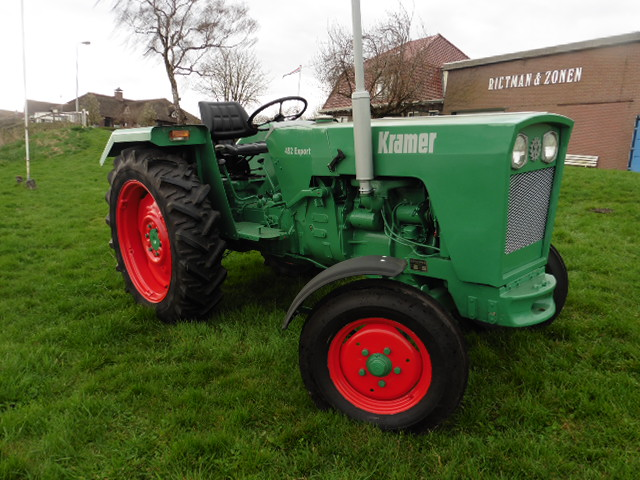
Kramer 452 Export (1968)

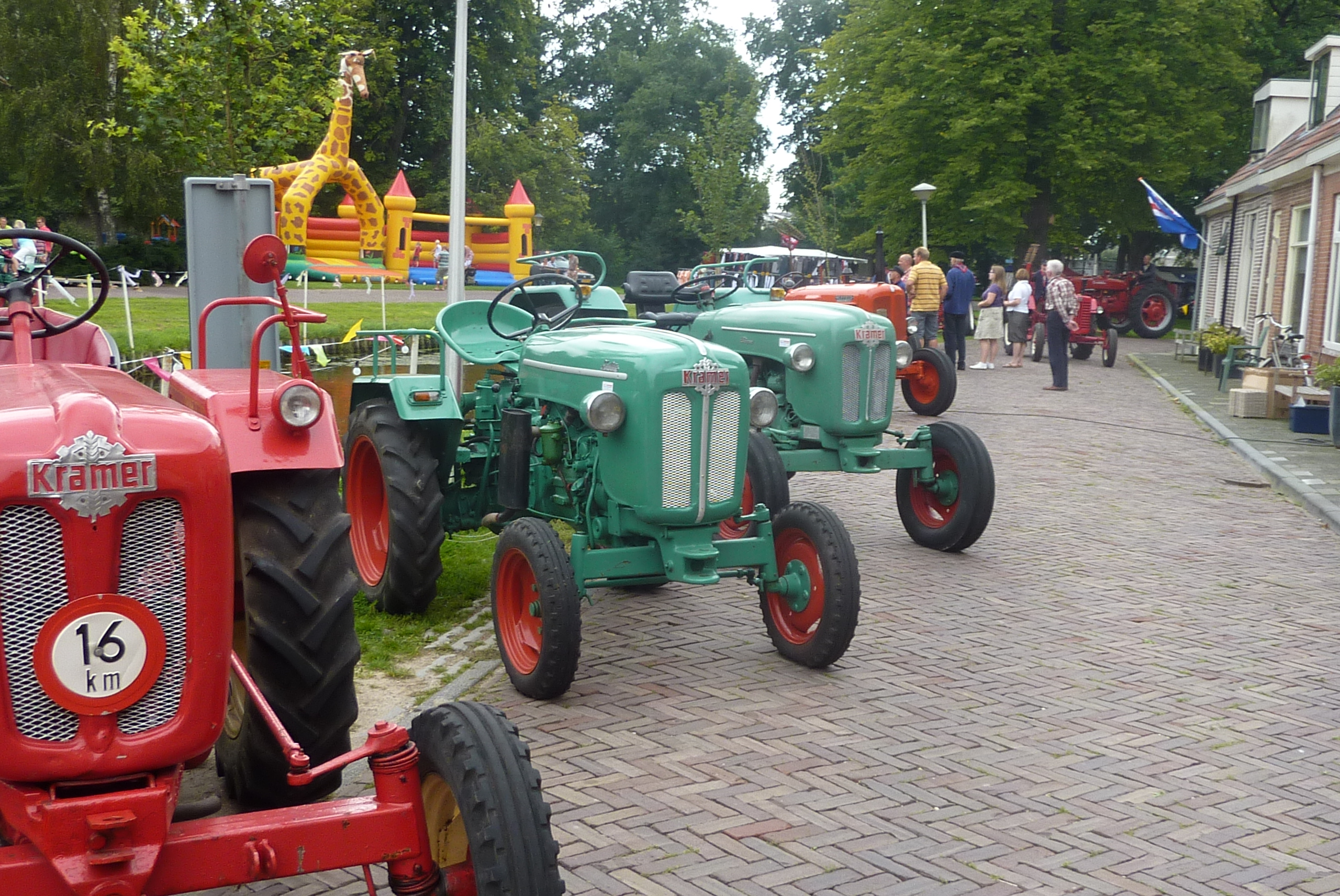
Enkele Kramer trekkers van Rietman Hasselt

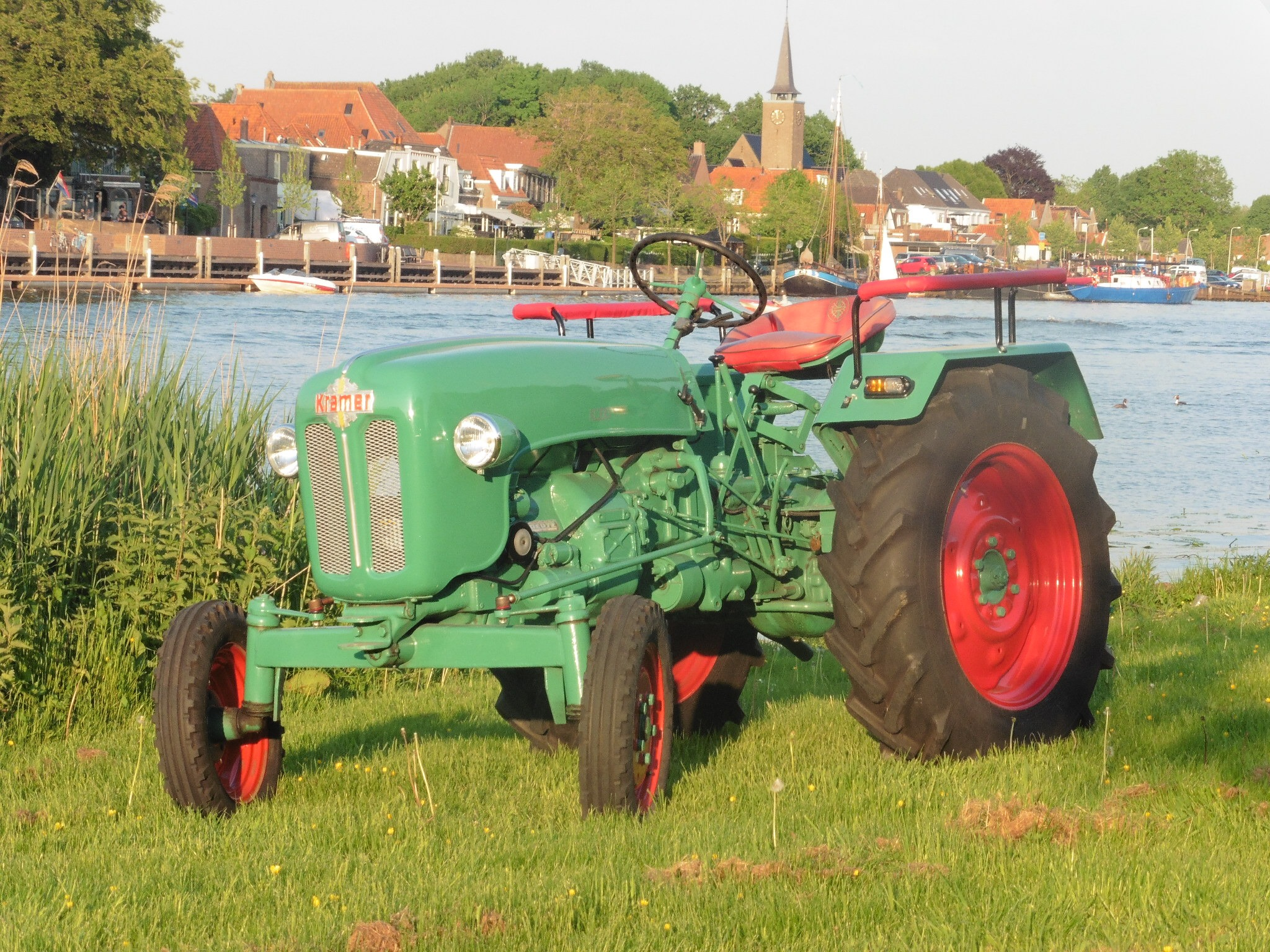
Kramer KL 200

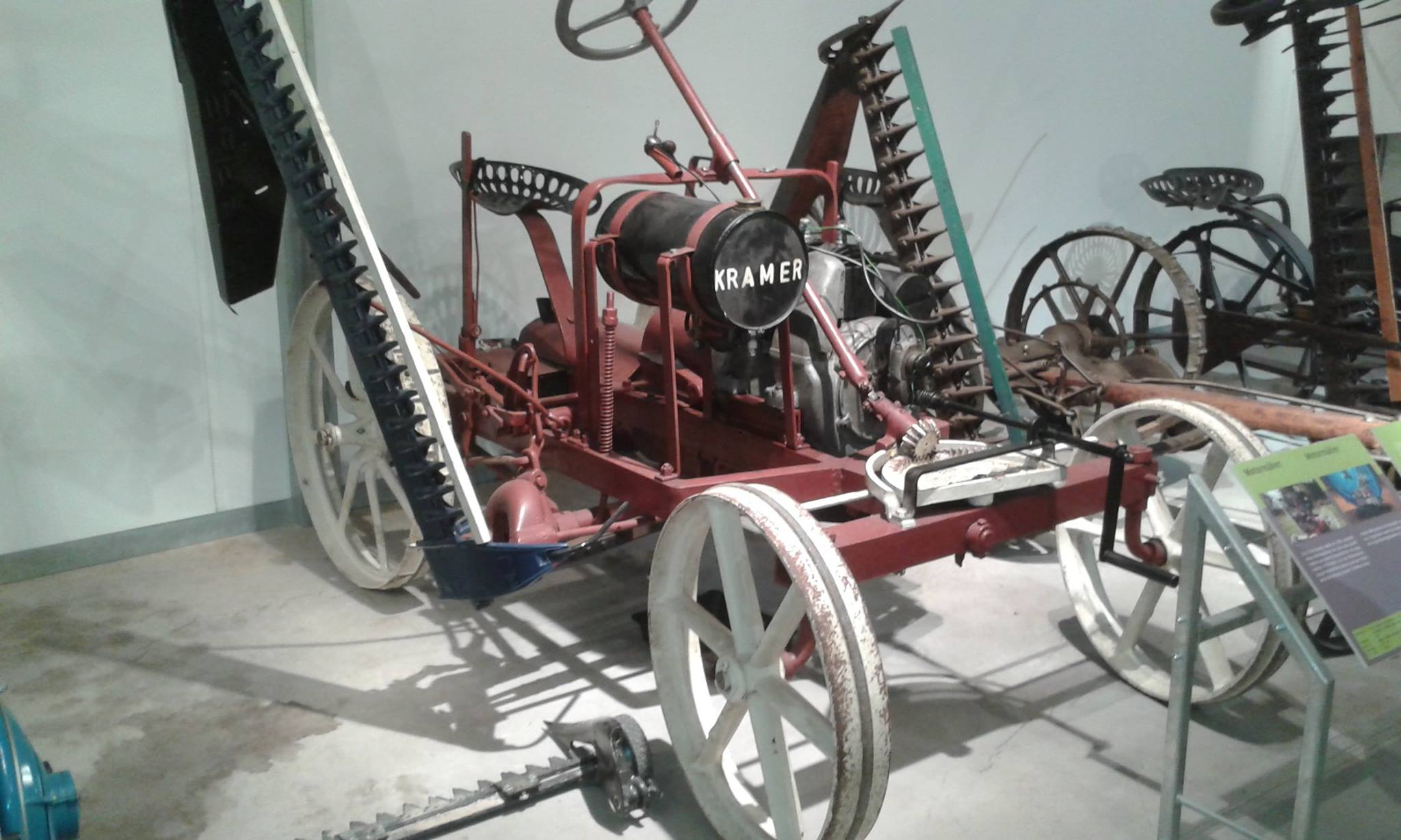
Eén van de oudste Kramer trekkers, staat nu in een museum

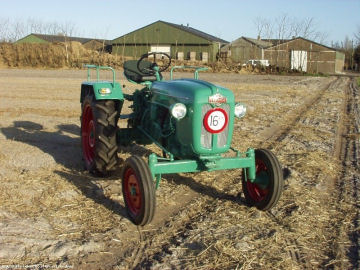
Kramer KL200
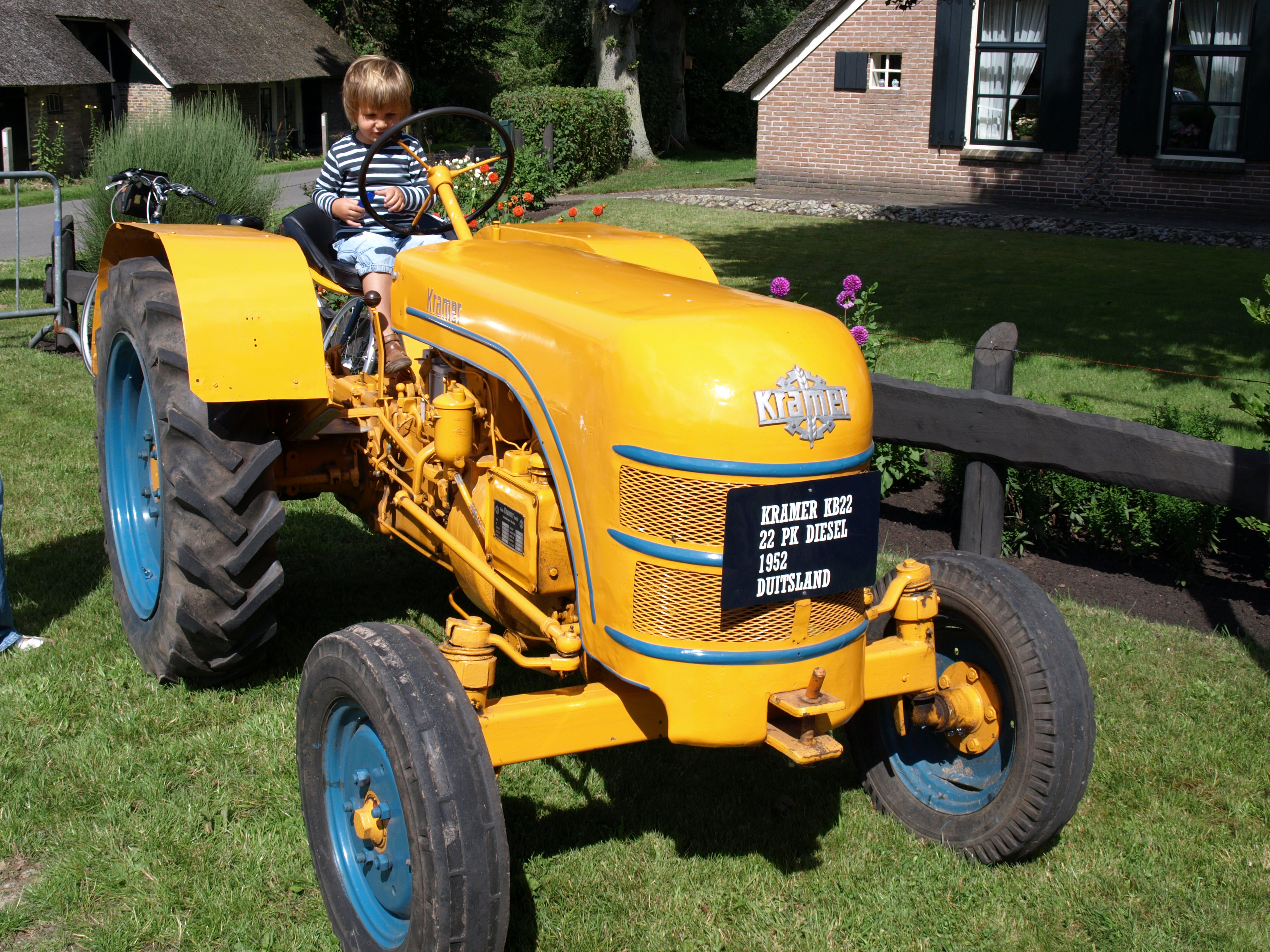
Kramer KB22
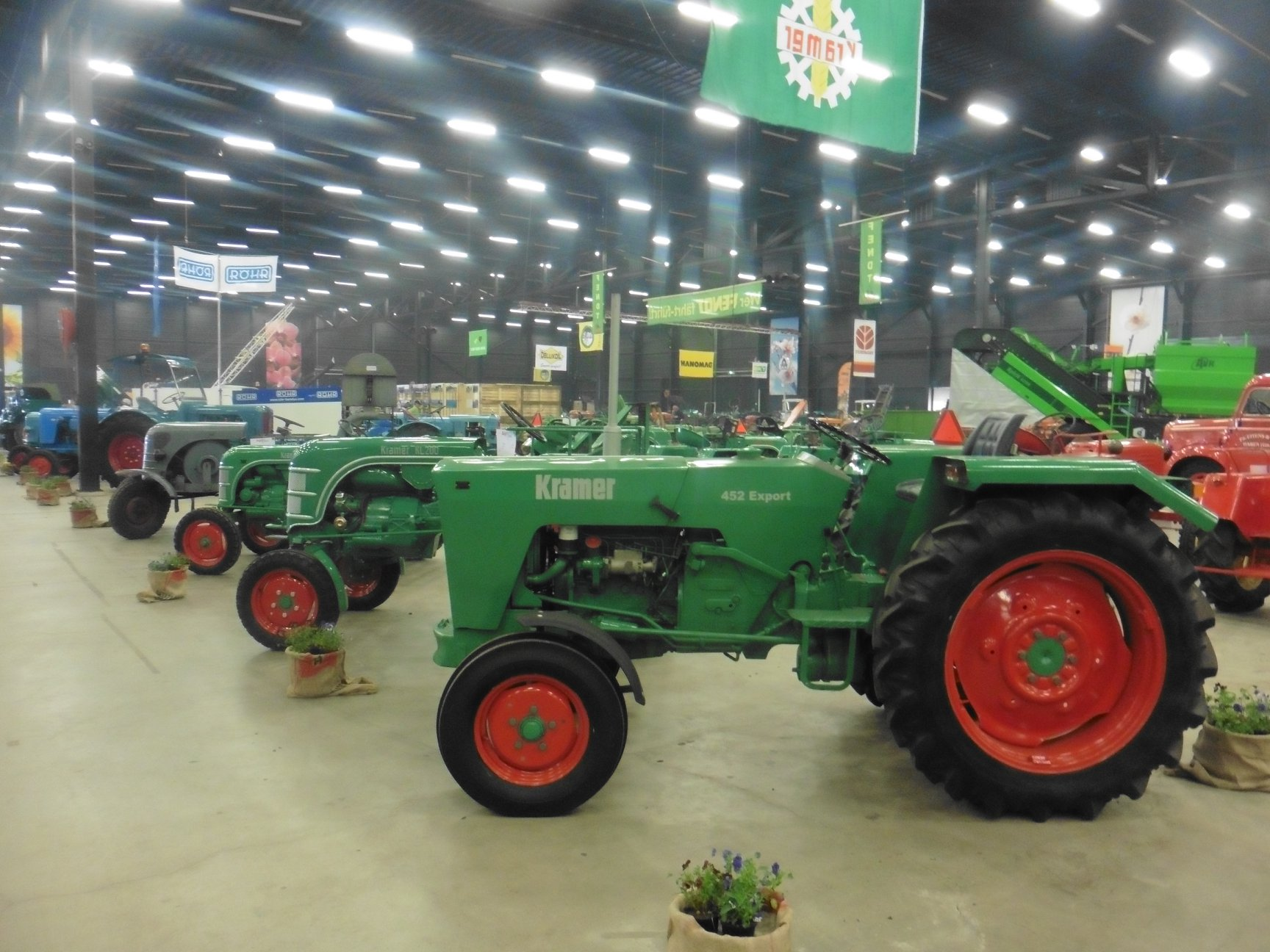
Oldtimerbeurs in TT Hallen
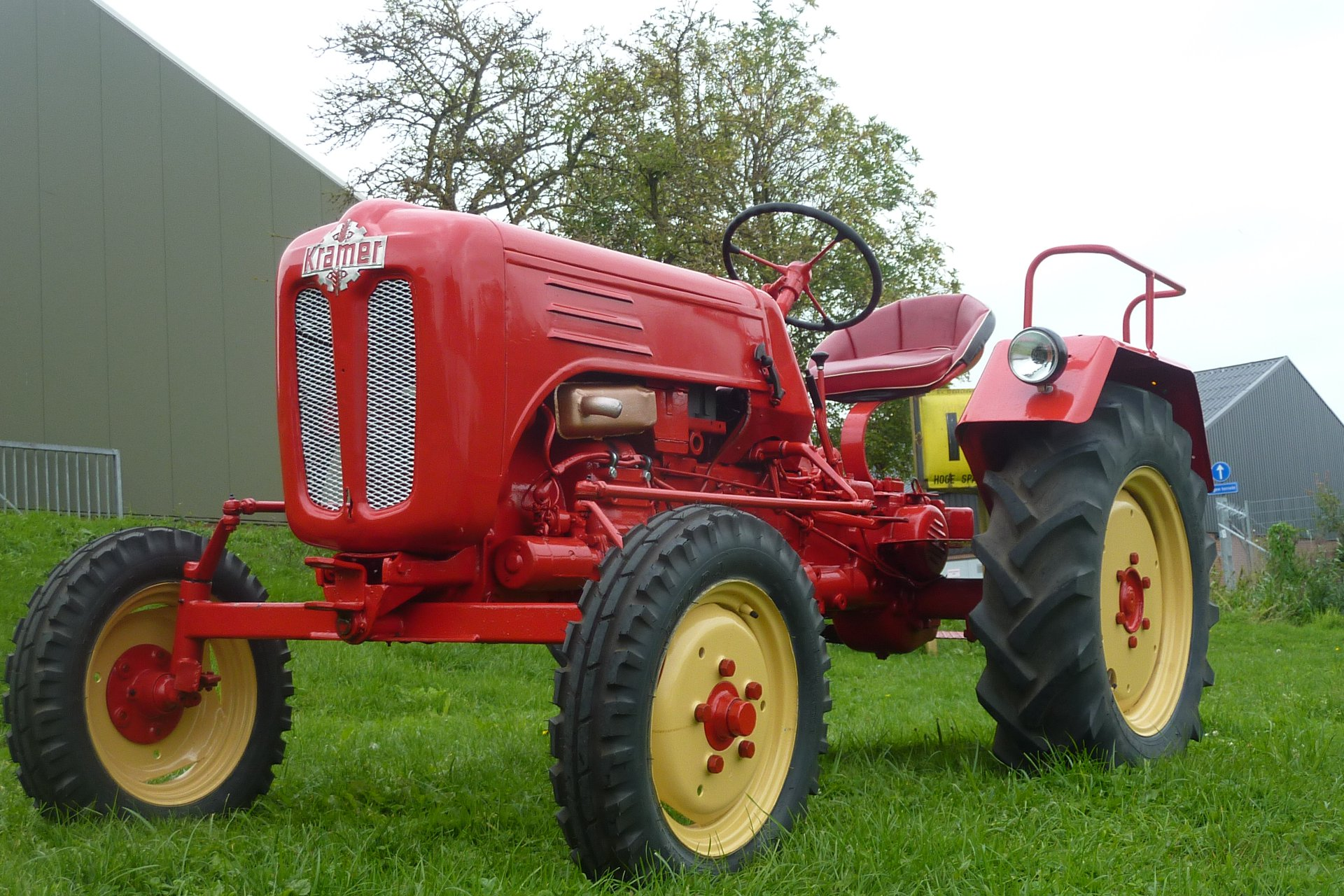
Kramer Pionier S (bouwjaar 1959)
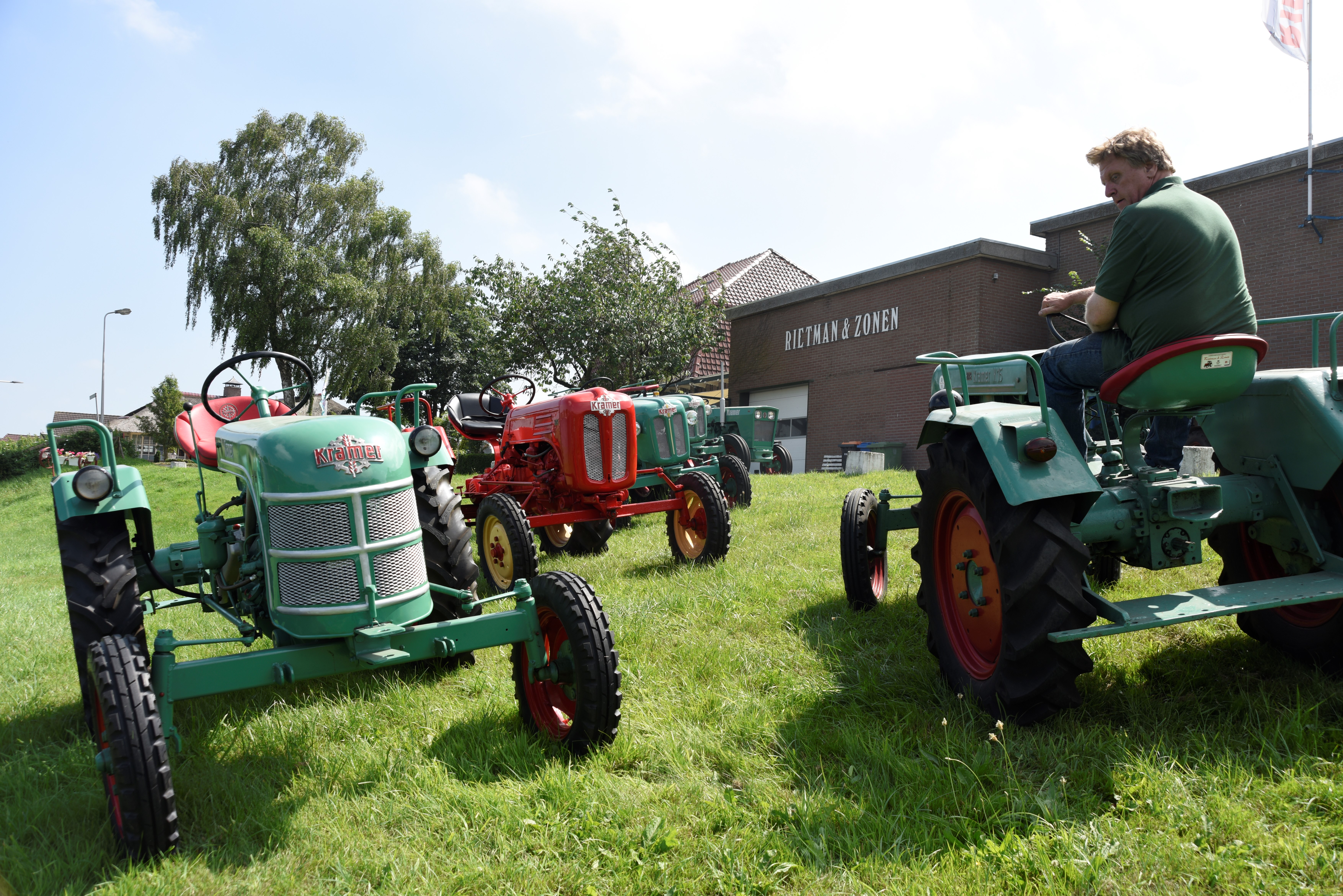
Kramer tractoren o.a. KL11, KB15, Pionier S KL150S 450 Export en 452 Export
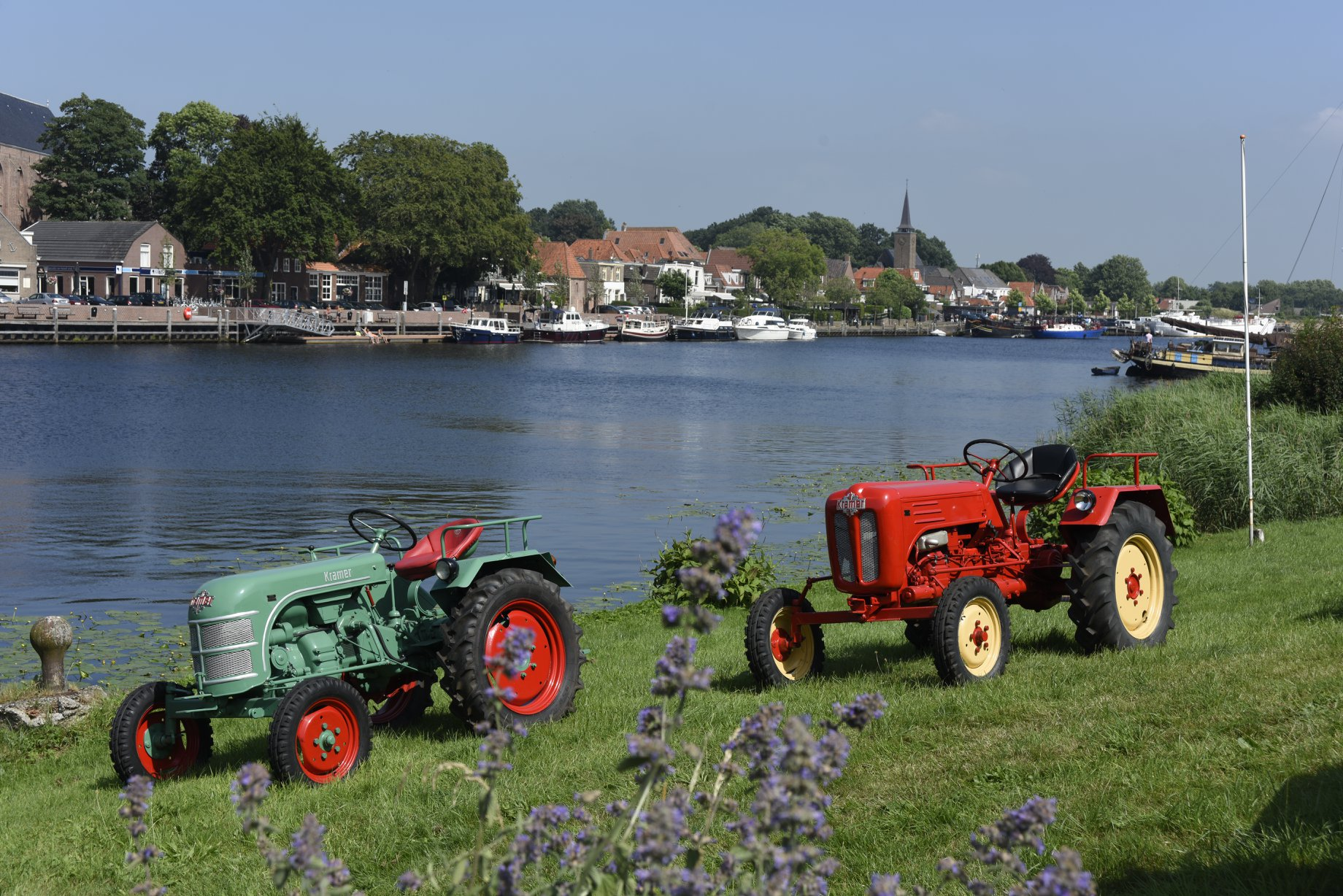
Kramer KL11 (1956) en Kramer Pionier S (1960)